# Notkersegg
Notkersegg ist ein Quartier der Schweizer Stadt St. Gallen.

## Lage
Notkersegg liegt im Süden der Stadt am Nordhang des Freudenberges und ist mit der Trogenerbahn durch die Stationen «Notkersegg» und «Schwarzer Bären» mit dem Rest St. Gallens verbunden. Das ländlich geprägte Quartier beginnt im Westen knapp östlich der Drei Weieren und grenzt im Osten an den Kanton Appenzell Ausserrhoden. Im Süden grenzt das Quartier an St. Georgen, im Norden an St. Fiden/Neudorf. Die einzige Zone dichterer Besiedlung liegt im Westen des Quartiergebietes nördlich der Speicherstrasse, gegenüber dem namensgebenden Kloster Notkersegg.
Im April 2014 wohnten 555 Personen im Quartier, von denen 88 % Schweizer und 12 % Ausländer waren, was den tiefsten Ausländeranteil in der Stadt darstellte. Der Anteil der über 65-jährigen war mit 23 % der höchste der Stadt, während der Anteil der Bevölkerung im erwerbsfähigen Alter mit 58 % der tiefste von St. Gallen war. Von den Quartieren mit ausgewiesener Einwohnerzahl in St. Gallen ist Notkersegg jenes mit der tiefsten.
Neben den Wohngebäuden hat das Quartier Notkersegg keine bemerkenswerte Infrastruktur. Das Quartier verfügt weder über Schulen noch Geschäfte und im Hauptsiedlungsgebiet auch über keine Restaurants. Die Restaurants auf dem Quartiergebiet sind Ausflugslokale, die in einiger Entfernung vom Siedlungsgebiet liegen, was sich durch die Geschichte des Quartiers erklären lässt. Seit 2018 stehen an der Speicherstrasse 120 Verkaufsautomaten eines lokalen Bauern mit Fleisch, Eiern, Milchprodukten, Säften, Beeren und Nüssen aus biologischem Landbau zur Nahversorgung zur Verfügung.

## Geschichte

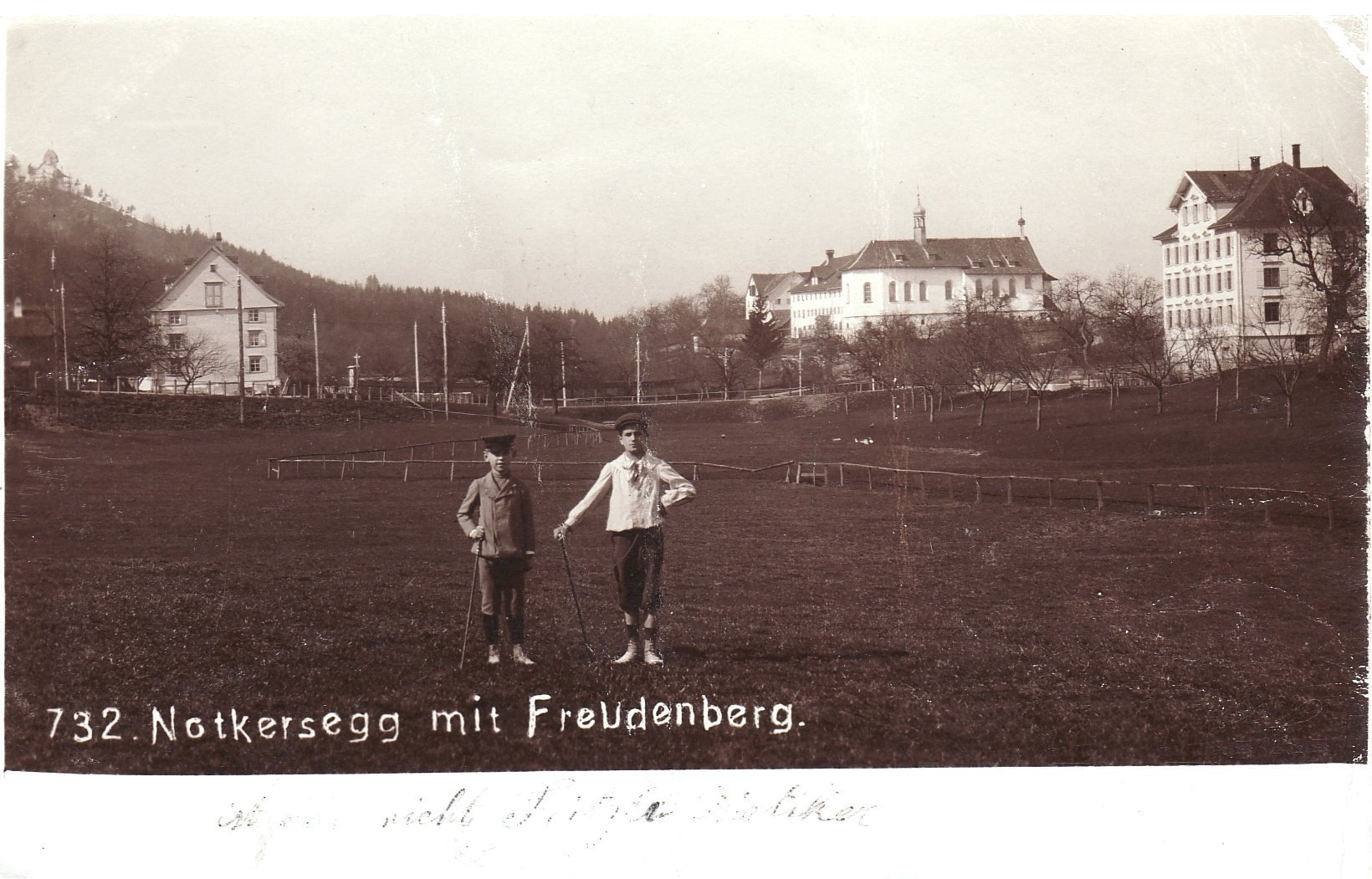
Gebiet der heutigen Quartiersiedlung Notkersegg, ca. 1905 mit Kloster Notkersegg und Pächterhäusern im Hintergrund.

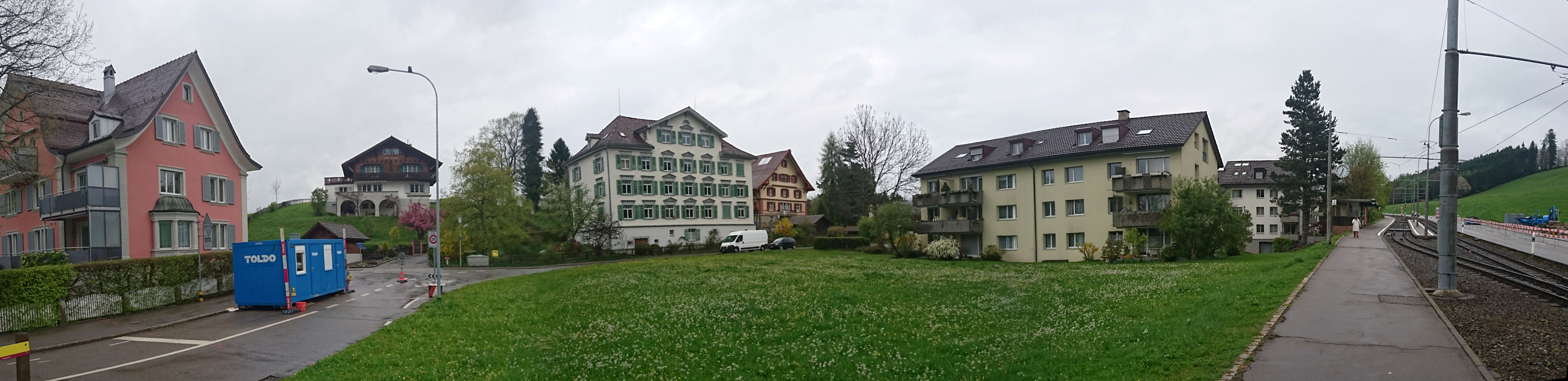
Links Quartierzufahrt Hardungstrasse, rechts Haltestelle der Trogenerbahn und Speicherstrasse

Bis zur Gemeindezusammenlegung 1918 gehörte das Quartier Notkersegg zur Gemeinde Tablat und umfasste fast ausschliesslich Land- und Waldwirtschaftsgebiete. Die Wohnsiedlung liegt im Gebiet Wiesen grösstenteils an der als Ringstrasse angelegten Hardungstrasse und wurde basierend auf einem 1960 genehmigten Überbauungsplan zwischen 1961 und 1983 errichtet. Seither wurden nur noch einzelne Häuser gebaut. Die Siedlungsstruktur entspricht dabei weitgehend einem 1913 amtlich genehmigten Plan des lokalen Unternehmers Anton Egger für eine Gartenstadt, die von Ebenezer Howards Ideen inspiriert war. Aufgrund des Kriegsausbruchs und der Stickereikrise wurde gegen Egger 1914 der Konkurs eröffnet. Das Projekt scheiterte und wurde erst 50 Jahre danach weitgehend nach den ursprünglichen Vorgaben verwirklicht.